# Edgar Arro
Edgar Arro (ur. 24 marca 1911 w Tallinnie, zm. 24 grudnia 1978 tamże) – estoński kompozytor.
Studiował w Konserwatorium Tallińskim, w 1935 ukończył studia organowe pod kierunkiem Augusta Topmana, a w 1939 kompozycję  u Artura Kappa. W latach 1936–1940 był organistą w państwowym radiu, dyrygował chórem oraz udzielał lekcji gry na fortepianie.    
W czasie II wojny światowej przebywał w Związku Radzieckim, skierowany do prac w stowarzyszeniach artystycznych Estońskiej Socjalistycznej Republiki Radzieckiej. Po wojnie pracował jako wykładowca, w latach 1944–1978 w Państwowym Konserwatorium Tallińskim, od 1968 do 1977 roku kierował tam Zakładem Teorii Muzyki, a w 1972 roku został profesorem. Nauczał także w Szkole Muzycznej w Tallinnie (1944–1952). 
Komponował muzykę kameralną dla różnych zespołów, utwory solowe i pieśni solowe. W jego dorobku znajduje się wiele pieśni chóralnych, w tym utworów dla dzieci. Wspólnie z Leo Normetem skomponował operetki Rummu Jüri (1954)  oraz Tuled kodusadamas (1958). Komponował też utwory organowe, muzykę sakralną oraz muzykę do filmów i przedstawień teatralnych.